# 238 (số)
238 (hai trăm ba mươi tám) là một số tự nhiên ngay sau 237 và ngay trước 239.